# Janet Mondlane
Janet Rae Johnson Mondlane (Chicago, 1935) y su marido, Eduardo Chivambo Mondlane fueron fundadores del FRELIMO y colaboró en la organización de la liberación de Mozambique del colonialismo portugués.
Janet nació en 1935 en Illinois, y creció en una familia de clase media acomodada americana.  En 1951 a los 17 años,  participa en un campamento de iglesia en Geneva, Wisconsin donde conoce a Eduardo Mondlane, quién está dando un discurso sobre el futuro de África.  En 1956, cinco años más tarde, se casan después de que ambos se graduaran, ella estaba en un grado y él en un estudio de posgrado. En el momento de su matrimonio, Janet tenía 22 años y Eduardo 36. Tuvieron tres hijos Eduardo Jr., Chude, y Nyeleti.
En 1963 Janet y Eduardo se trasladan con su familia a Dar es Salaam, Tanzania para organizar las facciones por la liberación que luchan contra los portugueses en Mozambique.  Juntos colaboran en la formación del FRELIMO, y Janet es nombrada directora del Instituto de Mozambique, la rama no militar del FRELIMO. Este Instituto recauda fondos para organizar la educación y la salud, así como becas para el extranjero para mozambicanos. 
En 1969 asesinan a su marido que es dirigente del FRELIMO. Después de que independencia en 1975 asume distintos puestos en el gobierno. Crea la fundación con el nombre de su difunto esposo Eduardo Chivambo Mondlane en 1996. Del 2000 al 2003 asume el puesto de Secretaria del Consejo General para el SIDA dentro del gobierno Mozambiqueño.
En 2011 le es entregado un doctorado honorario en ciencias educativas por la Universidad Eduardo Mondlane de Maputo, Mozambique.